# 徐虹线

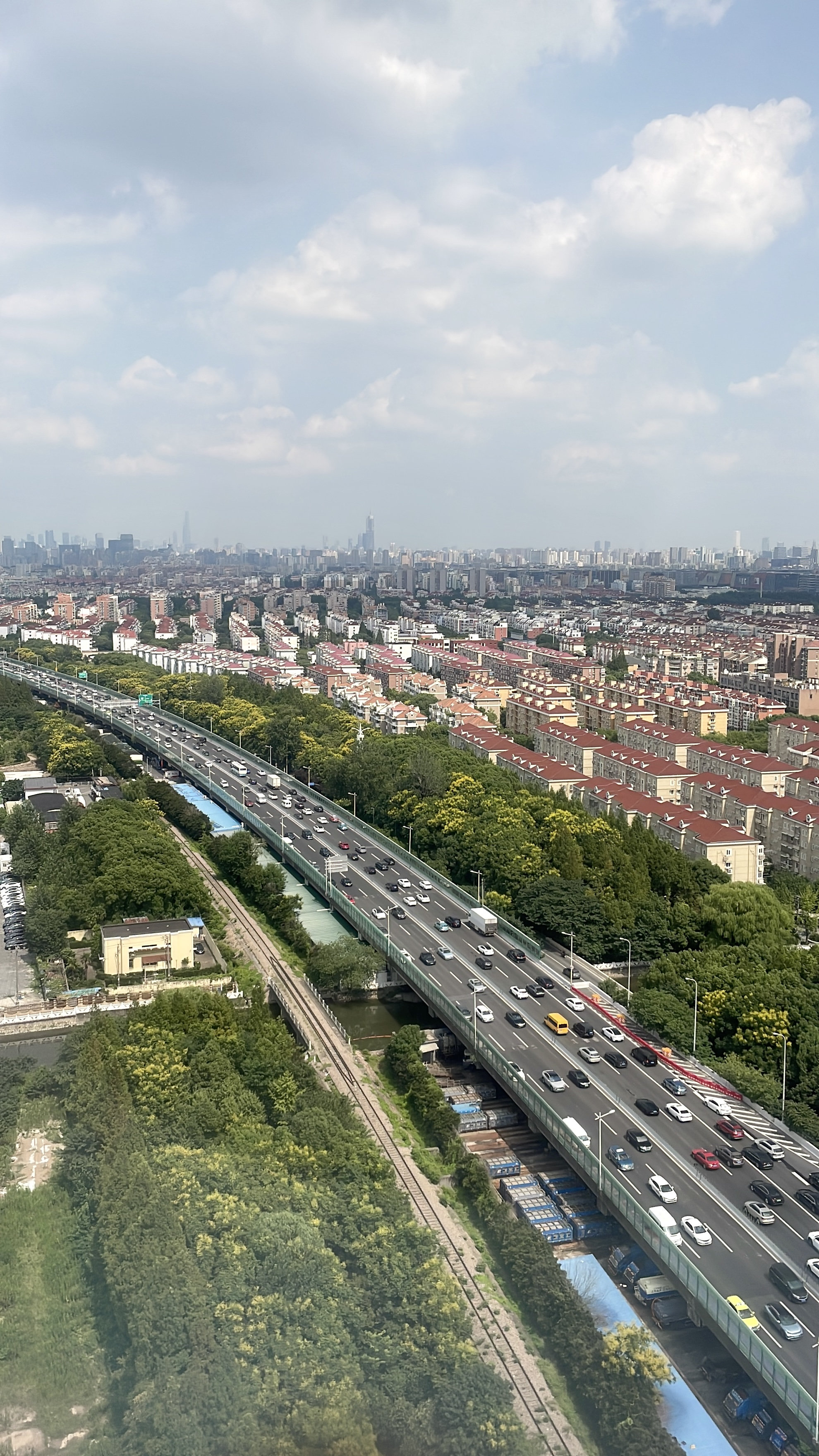
101专用线于沪青平高速公路虹桥机场附近

徐虹线，即徐虹支线，原名617专用线，是上海市一条已经拆除的铁路。原为沪杭铁路内环线的支线，东起徐家汇站向西抵达虹桥机场。后自沪杭铁路外环线中引出一条线与之连接，即101专用线，本文一并介绍。

## 概览

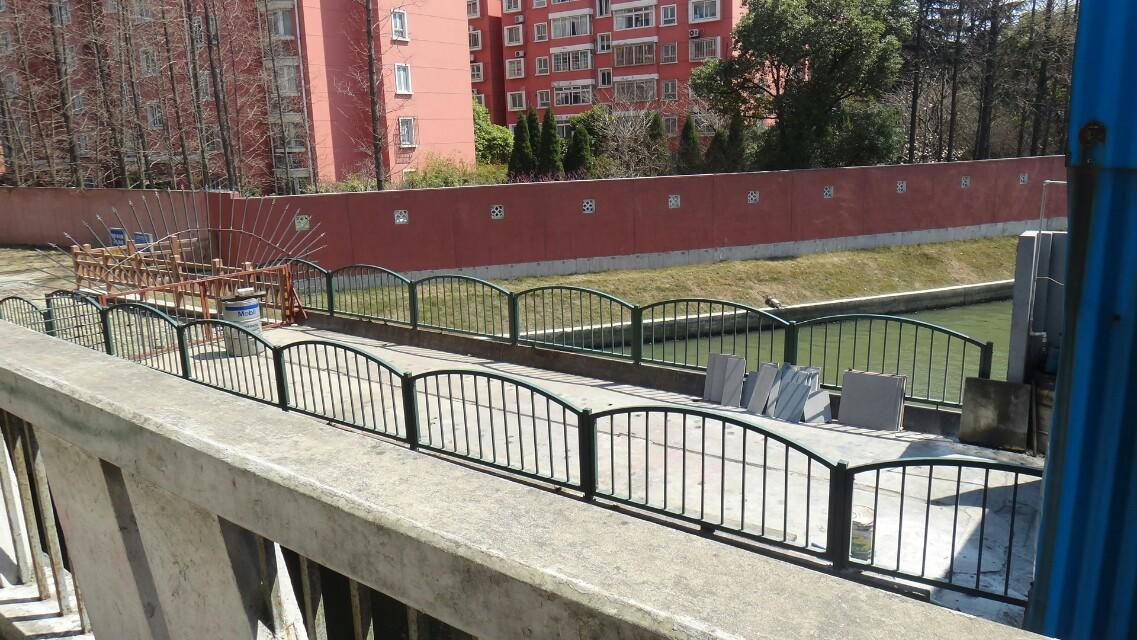
徐虹支线新泾港桥，曾被改为一家汽车修理厂的仓库，现在仓库被闵行区按违章建筑拆除。此桥为闵行、长宁区区界

1950年，支线开始铺轨，东起徐家汇站西至虹桥机场，全长8.7公里。该线路初为部队“617”专用线，主要为虹桥机场运输燃料、建筑材料等物资。线路不归铁路局管，而是属于民航局管。其大致的路线走向基本就是从现在的古羊路、延安西路一线，从凯旋路穿越中山西路、宋园路、虹许路、虹梅路、虹中路、虹井路、沪青平公路，一直到虹桥机场。毛泽东来沪期间专列就停留此处。为接待内外宾客附近建造了414招待所（现西郊宾馆）和虹桥迎宾馆。
1977年后改为民用，并以徐家汇站与虹桥机场首字，命名为徐虹支线。在沪杭铁路内环线废弃使用后，其功能被101专用线（七宝—101专用线基地（上海新天鹭会议中心））代替后被长期废置。徐虹支线的土地后被虹桥路拓宽和延安路高架西延长工程征用，成为其一部分。2010年，受沪昆客运专线建设影响，101专用线接入点改为沪昆客运专线七宝线路所。其中三角区向北设置七宝北线直接与上海虹桥站连接，向南设置七宝南线至七宝线路所，并接续七宝联络线以保留与沪杭铁路外环线联络的能力。
徐虹支线在沪青平公路虹桥路口以东部分均作为区界划分依据。目前，该线路的线位分别是现在长宁区和闵行区区界和徐汇区和长宁区区界的一部分。

## 车站
- 徐家汇站
- 顾家花园站
- 虹梅路站
- 新天鹭会议中心站
- 虹桥机场站

## 沿革
- 1950年8月25日 617专用线征地完成，同年全线完工[4]
- 1966年4月15日 虹桥机场油料系统急需工程库内铁路建成
- 1971年9月10日 毛泽东101专列停靠于沪青平公路附近的车站，上南京，回北京，随后发生了九一三事件[5]
- 1977年 线路改为民用，并改名为徐虹支线
- 1996年6月 停止列车运行
- 2001年11月15日 101铁路专用线建成[6]
- 2002年4月19日 虹梅路、虹许路之间的“虹梅路休闲街”建成
- 2010年3月13日 101铁路专用线改线工程正式启动，将该线的接入点由沪杭铁路外环线改为沪昆客运专线[7]
- 2010年4月28日 虹梅路休闲街改名为“老外街101”
- 2014年4月16日 101专用线有专列通过
- 2024年5月7日 沪苏湖高铁铺轨列车驶入专用线[8]
- 2025年5月10日 因沪昆高铁提速改造，换轨列车再次驶入专用线[9]

## 纪念及遗迹
位于虹梅路与虹许路间的老外街101，即虹梅路休闲街，为徐虹支线虹许路到虹梅路一段。由原虹桥镇的张亚江先生承租开发，他还斥资100万元，按当年毛泽东乘坐的火车头整体买下来，放在步行街的街口，增添了老外街的景观。“老外街101”是一条以优雅安静氛围为背景，以现代欧陆风格为特色，融合国际多元文化的特色街道，是展示各国餐饮美食文化及风俗民情的最佳窗口。
2018年初，位于吴中路与中山西路间的“吴中路综合菜市场”拆除，改造为人行步道。这段菜市场原为徐虹支线与沪新线的南侧分歧点。在步道两端放置了两组铁轨，作为象征。

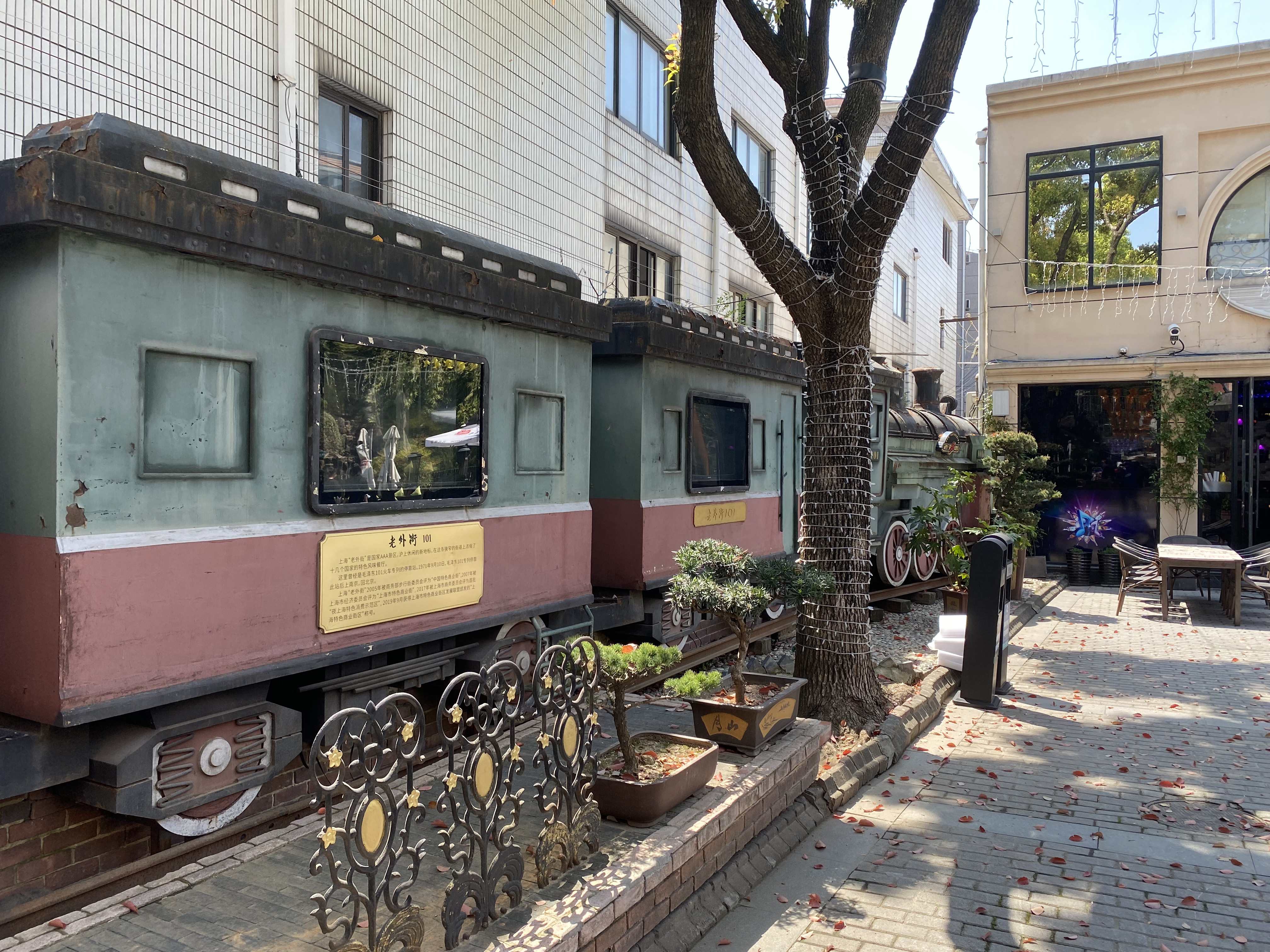
位于老外街街口的毛泽东乘坐过的火车头景观
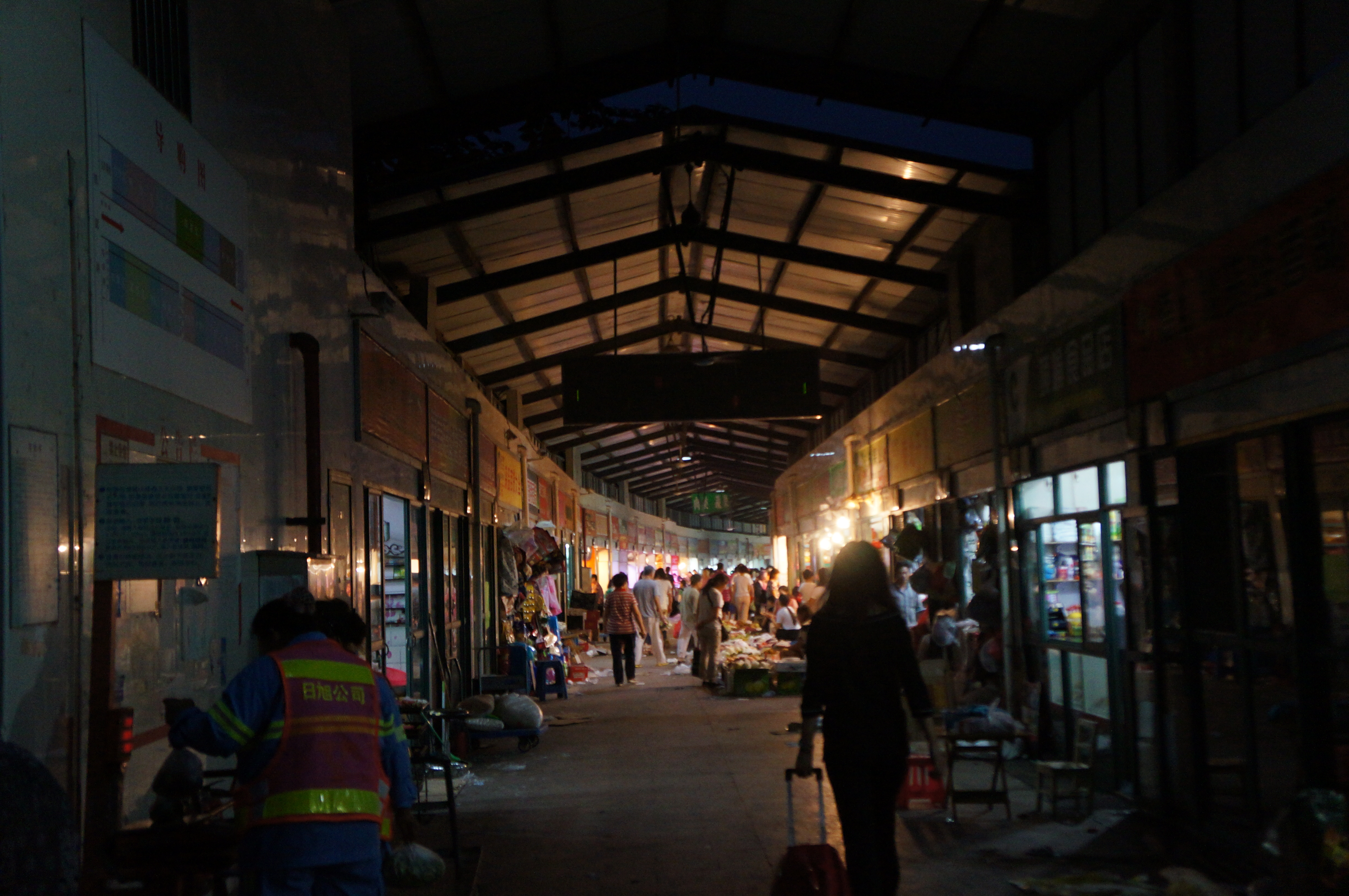
原徐虹支线和沪新线分歧点处的路轨现改建为长宁区的一个菜市场